# 23313 Супокаіваніч
23313 Супокаіваніч (23313 Supokaivanich) — астероїд головного поясу, відкритий 3 січня 2001 року.
Тіссеранів параметр щодо Юпітера — 3,607.